# Fatih-Moschee (Speyer)
Die Fatih-Moschee Speyer (türkisch: Fatih Camii Speyer, wörtlich Eroberer-Moschee Speyer) ist ein Gebets- und Begegnungszentrum des Türkisch-Islamischen Gemeinde und Kulturzentrum Speyer (DITIB Speyer) in der Brunckstraße 16, im Industriegebiet Nord zwischen den Speyerer Stadtteilen Speyer-Nord und Speyer-West. Seit April 2012 nutzt die Gemeinde das Gebäude zum Gebet.
Der Gebäudekomplex von 550 m² auf dem 3000 m² großen Grundstück, dessen Bau 2011 begonnen wurde, besteht aus dem eigentlichen Gebetsraum, einem rituellen Waschraum, Gemeinschafts- und Jugendräumen, Vorstandbüro und Küche sowie einer Wohnung für den Imam und seine Familie. Geschmückt wird das Gebäude am Haupteingang von einer kleinen Kuppel und vier symbolischen Minaretten. Kuppel und Minarette werden von goldenen Halbmonden gekrönt. 
Zum Zeitpunkt der Errichtung der Moschee gehörten der Gemeinde etwa 170 Mitgliedsfamilien an. Die Baukosten beliefen sich auf 500.000 Euro. Der Bau selbst wurde in weitem Umfang von freiwilligen Helfern errichtet. So trugen 30 freiwillige Helfer auf dem Außengelände 450 Tonnen Erdreich ab. Dem Gemeindevorstand zufolge spendeten viele Handwerker ganz oder teilweise Material und Arbeitskraft. Auf dem Dach wird seit April 2012 eine Photovoltaikanlage betrieben.

## Vorgängermoschee
Vor der Verlagerung des gemeinsamen Gebetes in die Brunckstraße nutzte die Türkisch-Islamische Gemeinde ab 1984 ein Gebäude in der Johannesstraße im Zentrum von Speyer als Moschee.

## Der Name
Der Name Fatih-Moschee greift den Namen der Fatih-Moschee in Istanbul auf. Die Fatih-Moschee war das erste monumentale Moscheebauprojekt des Osmanischen Reiches nach der Eroberung Konstantinopels, der Hauptstadt des Öströmischen Reiches durch Fatih Sultan Mehmed II. (Sultan Mehmed der Eroberer). Nachdem die einst zur Moschee umgewandelte Hagia Sophia unter Kemal Atatürk Museum wurde, ist die monumentale Fatih-Moschee für türkische Muslime von besonderer identitätsstiftender Kraft und hängt als Bild in vielen Haushalten und Lokalen türkischer Einwanderer in Deutschland.